# ザクセンハーゲン
ザクセンハーゲン (ドイツ語: Sachsenhagen) は、ドイツ連邦共和国ニーダーザクセン州シャウムブルク郡のザムトゲマインデ・ザクセンハーゲンに属す市である。

## 地理
この小都市は、シュタインフーデ湖の南約 6 km に位置し、南の境界をミッテルラント運河に面している。ザクセンヘーガー・アウエ川とツィーゲンバッハ川が市内を流れている。この街は人口2,210人でニーダーザクセン州で2番目に小さな市であり、面積は15.53 km2 と州内で最も小さな市である。近隣の市には、レーブルク＝ロックム、ヴンストルフ、バート・ネンドルフ、シュタットハーゲンがある。

### 市の構成
ザクセンハーゲンおよびニーンブリュッゲの2つの町がザクセンハーゲン市に含まれる。

## 歴史
この市は、ザクセン公であるアスカーニエン家によって1248年に創設された水城を中心に形成された。この城は、1253年の文献に Castro Sassenhagen として記録されている。1297年、シャウムブルク伯は未払いの嫁資の抵当としてザクセンハーゲンを得た。街や城の名に「ハーゲン」とつくにもかかわらず、この街は元々アウハーゲンのようなハーゲンジートルング（街道に沿って列状に建物が並ぶ構造の村落）が原型ではなく、住民が農業の他に商業や手工業を兼業する農民のフレッケン（市場開催権など一定の自治権を認められた町）を原型とする。
1407年に街はフレッケン特権を得、1650年にヘッセンの領主により都市権を授けられた。1619年の火災で街の大部分が焼失した。わずかに遺った市庁舎と城館、いくつかの中世や16世紀および17世紀の建物の一部を見ることができる。1839年に隣接するクーレンがこの街に合併した。
消防団の発足は1889年7月7日であり、その規約は同年に作成された。1912年に「新消防団」が設立された。この年からの新しい規約はW.ライムバッハによって起草された。
1916年のミッテルラント運河の完成に伴い、ザクセンハーゲンに港が造られた。この港は現在もこの街の重要な経済因子となっている。1945年以後、大規模な住宅地や産業地区が設けられた。1993年市西部の旧レンガ工場近くの大きな窪地に郡の廃棄物処理場が開館した。さらに西のニーンブリュッゲ近郊の森にあった旧陸軍弾薬庫跡に、2001年、野生生物・種保存センターが設けられた。
ニーダーザクセン州の行政改革・市町村再編に伴って、1974年3月1日にニーンブリュッゲを町区として含む本市は、ザムトゲマインデ・ザクセンハーゲンの一員となった。
2010年1月28日に火災が起き、旧市街の木組み建築の住居兼オフィスが被害を受けたことに対して援助の波が広がった。
ザクセンハーゲンは、近隣の中級中心都市の誘引力に抵抗して産業地区へのさらなる誘致に努めている。シュタインフーデ湖自然公園に近いにもかかわらず、この街の観光業は小さな役割を担うに過ぎない。魅力的な自然環境の中にあるこの街の魅力は多くの新興住宅地を誘致している。

## 宗教

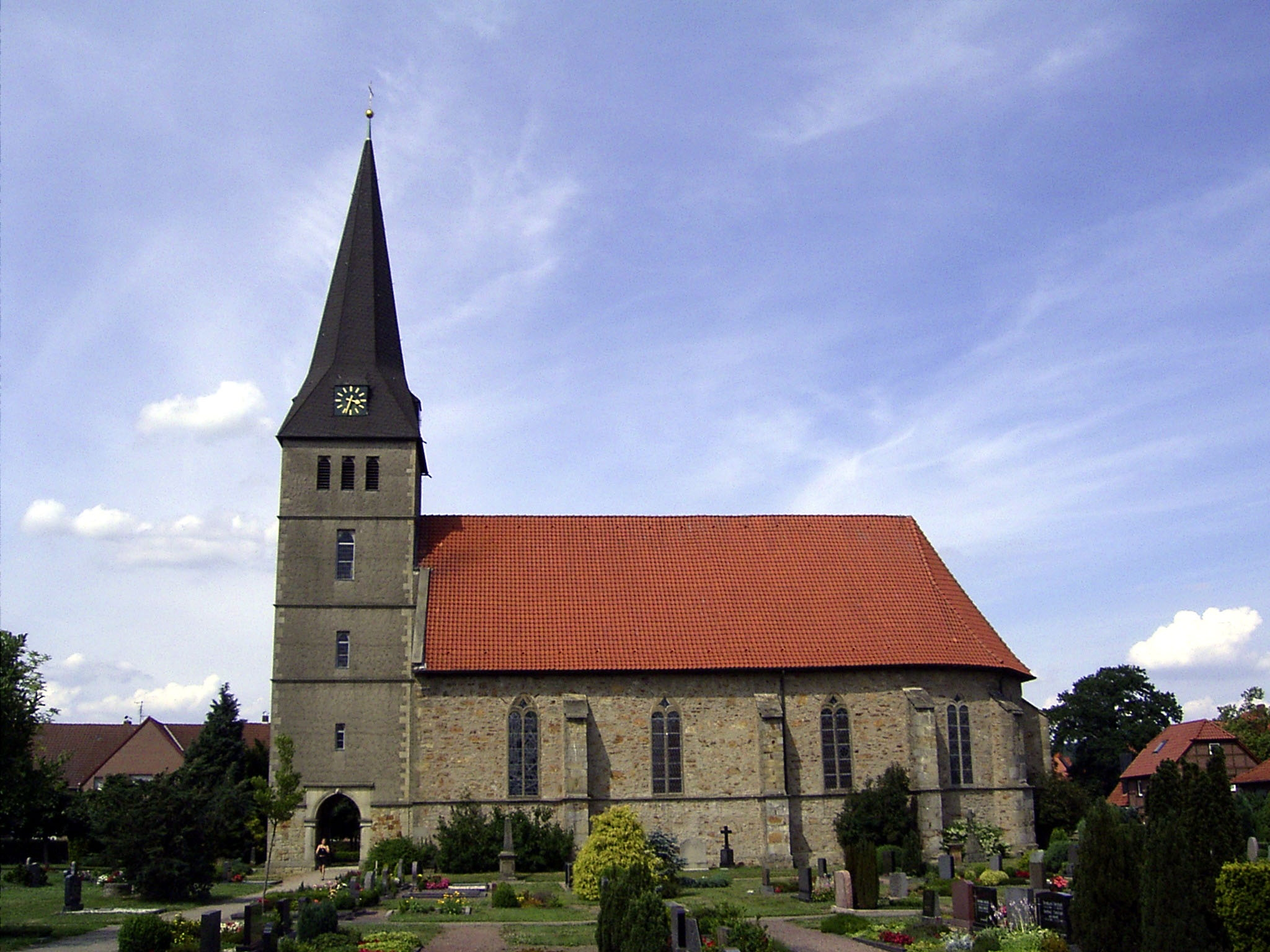
エリーザベト教会

ザクセンハーゲンでは最初、1607年に建設された市庁舎が祈祷所として利用され、1712年には鐘楼が増築された。1650年の都市権授与に伴い、伯妃アマリー・エリーザベト・ツー・ヘッセン＝カッセルによって独立した教会組織が設立された。この組織には教会堂を建設する権利も与えられていた。教会堂は 1663年から1676年に建設されたが、資金不足のため当初は教会塔は建てられなかった。エリーザベト・トゥルンナー＝ハルトマン夫人からの高額の寄附によって1976年に教会塔の増築が可能となった。この教会は1996年から1997年に徹底的な改修が行われた。2004年8月29日以降この教会は「エリーザベト教会」と改名された。この名前は本来、特定の個人を指すものではなく、「神は完全無欠である」ことを意味するものであった（Elisabethの語源はヘブライ語の「神はわが誓い」）。それにもかかわらず、信仰の喜びのシンボルである聖書の登場人物エリーザベトや、慈悲のシンボルである聖エリーザベトと結びつけて考えられるようになった（伯妃アマリー・エリーザベト・ツー・ヘッセン＝カッセルにちなむとされる場合もある）。約2000人の信者を有するプロテスタント＝ルター派教会組織（1990年以降はアウハーゲンを含む）はシャウムブルク＝リッペ地方教会の一部をなしている。
1963年にザクセンハーゲンに創設されたカトリックの聖ヘルツ＝イェーズ教会は、リントホルストの聖バルバラ教会の支教会にあたる。

## 行政

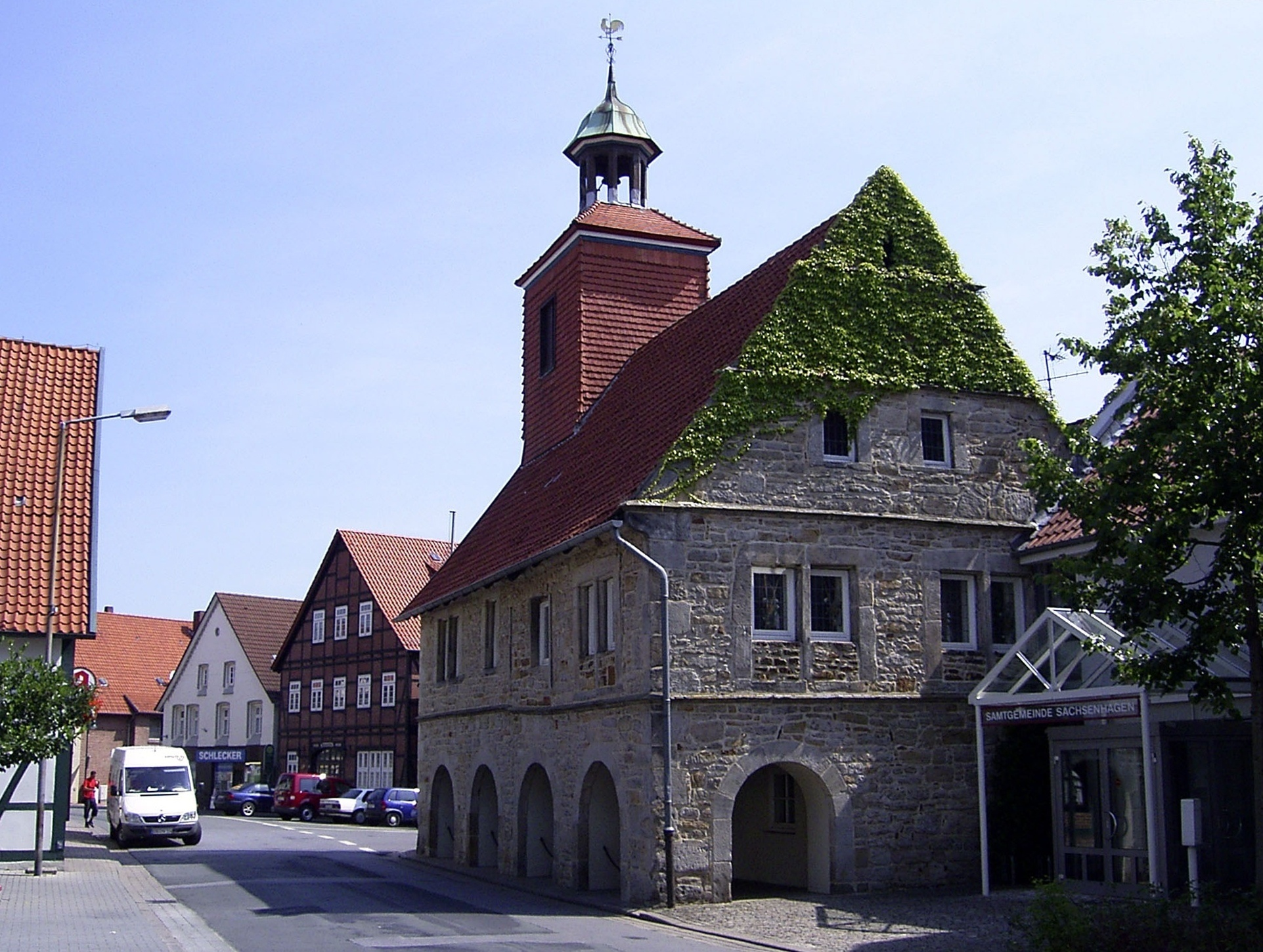
ザクセンハーゲン市庁舎

### 議会
ザクセンハーゲンの市議会は13議席からなる。

## 文化と見所

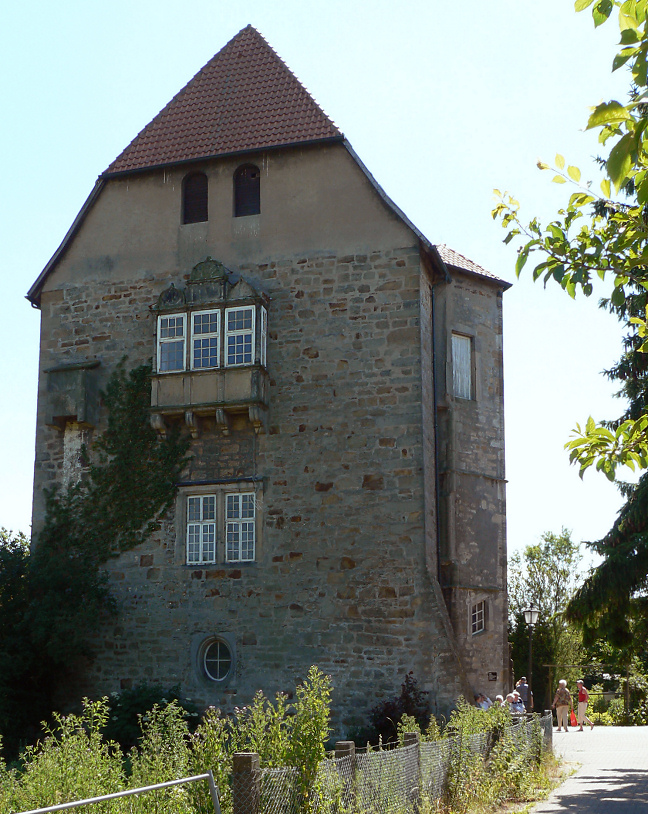
ザクセンハーゲン城

### 建築
- ルター派のエリーザベト教会: 五角形の内陣を有し、ゴシック化されたこの建物は、元来の市街中心部の外にある。1663年から1676年にビュッケブルクの市教会の後継施設として建設された。歴史的な外観の鐘楼は1976年に増築されたものである。1962年および1996年から97年にこの教会は大規模な改修を受けた。内部は細い柱で区切られた三棟様式で、木製のデッキを有している。調度品は、その多くが創建当時からのものであり、大きな祭壇画が描かれた1679年製の祭壇、ゴブレット型の洗礼盤、プロテスタント型の説教壇などがその主なものである。シャンデリアは1730年製である。ネオバロック様式のオルガン前面は1878年に建造された。2004年8月29日以降、「エリーザベト教会」と名付けられた。
- カトリックのヘルツ・イェーズ教会: 1963年建造
- 城館: このかつての城砦は1248年から1253年の間にザクセン＝ラウエンブルク公アルブレヒト1世によって建設され、1595年から1597年まで居館として拡張された。中核部の居住塔は14世紀の建築である。1565年からJ.ケリングによって改築され、階段塔が増設された。向かいに建つ執務棟は1595年から1597年に居住棟として現在の形で建設されたのだが、おそらく中核部はより古い建築である。この建物は破風に張り出し部をもつ寄せ棟造りの低い石造建築である。
- 市庁舎: この3階建ての荒石造りの建築は、1607年に記録されている。鐘楼は1712年に増築されたものである。地階のアーケードは20世紀になって開けられたものである。
- ラーツケラー: 火災の後1847年から1848年に建設された。1987年から1988年に木組み建築の外観に改築され、歴史的な要素はほとんど無くなった。
- 市街中核部には16世紀から19世紀に建造された多くの木組み建築のディーレンハウス様式の建築が遺されている。最も古い建物群はミッテル通り沿いにある。その6番地の建築は1530年に建設されたもので、玄関横に出窓を持つ。10番地の建物は1621年の建造と記されており、やはり玄関横に出窓を有する12番地の建物は、門に1622年と記されている。これら3つの建物は、記録上は城館と市庁舎を除いて全市を焼き尽くしたとされる1663年の大火を切り抜けたのである。
- ルネサンスの大盆: オーベレン通りの、現在噴水に使われている大盆は16世紀末に造られたものである。

### 年中行事
- 3月の春の市
- 7月の射撃祭
- 11月の秋の市

## 経済と社会資本

### 交通
- ヴンストルフ駅は 15 km、リントホルスト駅は 5 km、シュタットハーゲン駅は 15 kmの距離にある。
- シュタットハーゲンへはバスの便がある。
- 連邦アウトバーンA2号線へはヴンストルフおよびバート・ネンドルフを経由してアクセスする。
- 連邦道B441号線はザクセンハーゲンの北 8 kmを走っている。
- ハノーファー＝ランゲンハーゲン空港は 50 kmの距離にある。
- ミッテルラント運河沿いに港を有している。

### スポーツと余暇
ザクセンハーゲンには、3つの運動場と、体育館、フィットネス・スタジオ、屋内テニス場がそれぞれ1つずつある。ニーンブリュッゲにはケーゲル場がある。
スポーツクラブ SVヴィクトーリア・ザクセンハーゲンは1900年に創設され、サッカー、テニス、レクリエーション・スポーツなどの部門がある。
サッカーのホームゲームは、カナル・シュターディオンで開催される。

### 教育
ザクセンハーゲンには、基礎課程学校 ゲルダ・フィリップゾーン・シューレがある。

## 引用
1. ↑  Landesamt für Statistik Niedersachsen, LSN-Online Regionaldatenbank, Tabelle A100001G: Fortschreibung des Bevölkerungsstandes, Stand 31. Dezember 2023
2. ↑  Zeitschrift des Vereins für hessische Geschichte und Landeskunde, Sechster Band, mit zwei Ansichten der Burg Herzberg und einem Grundrisse derselben, Kassel 1854, p. 275; Sudendorf, Hans, Urkundenbuch zur Geschichte der Herzöge von Braunschweig und Lüneburg, Hannover 1881, VII. 97.
3. ↑  Ausführlich: Blazek, Matthias, „Freiwillige Feuerwehr Sachsenhagen – Die Chronik der ersten 25 Jahre“, in ders.: Festschrift Jugendfeuerwehr Sachsenhagen 1972–1992, Sachsenhagen 1992, pp. 23 -